# 벤 베커
벤 베커(독일어: Ben Becker, 1964년 12월 19일~)는 독일의 배우, 가수, 영화 감독이다.

## 작품 목록

### 영화
- 작가 미상 (2018년)
- 하버만 (2010년)
- 여인 2와 해피엔드 (2000년)
- 섹스의 아인슈타인 (1999년)
- 알렉스 행성 (1999년)
- 글루미 선데이 (1999년) - 한스 역
- 코미디언 하모니스트 (1997년)
- 코드 레드 (1997년)
- 삼손과 데릴라 (1996년)
- 브라더 오브 슬립 (1995년) - 피터 역
- 아이 원트 유 (1983년)